# 아폴론 라리사 FC
아폴론 라리사 FC(그리스어: ΠΑΕ Απόλλων Λάρισας)는 그리스 라리사 필리푸폴리를 연고로 하는 그리스의 축구단이다.

## 역사
아폴론 라리사는 라리사에서 가장 오래되고 역사적인 팀 중 하나이다. 이 클럽은 1930년에 라리사의 아베로피우스 농장학교의 학생들이 필리푸폴리의 시골 정착촌에 만든 클럽으로 첫 이름은 디미트라였다.
아폴론이란 이름은 1952년에 붙여졌으며 팀의 상징색은 파란색과 흰색이다.
1964년에 아폴론은 처음으로 그리스 2부 리그에 참가하였으나 단 한차례도 승리하지는 못했다.
1997-98 시즌 그리스 컵에서는 8강까지 오르기도 했으나 라리사의 지역 챔피언십과 델타 에스니키에서 한동안 저조한 성적이 이어졌으나 1980년대 후반, 특히 1990년대 초기와 중반에는 감마 에스니키에서 좋은 축구로 대단한 기세를 이어 나갔다.

## 선수 명단

### 역대
- 스테파노스 아타나시아디스(2020 ~ 2021)